# Orthomorpha arboricola
Orthomorpha arboricola är en mångfotingart som först beskrevs av Carl Graf Attems 1937.  Orthomorpha arboricola ingår i släktet Orthomorpha och familjen orangeridubbelfotingar. Inga underarter finns listade i Catalogue of Life.